# Pedro Guzmán Álvarez
José Pedro Guzmán Álvarez (Santiago, 30 de diciembre de 1943-ibíd, 3 de diciembre de 2011) fue un militar, agricultor y político chileno, miembro de la Unión Demócrata Independiente (UDI). Se desempeñó como diputado por el distrito N.° 41 entre 1990 y 1994.
Anteriormente fue alcalde de las comunas de La Granja y Chillán, designado por la dictadura militar de Augusto Pinochet.

## Biografía
Nació en Santiago, el 30 de diciembre de 1943. Era hijo de Pedro Nolasco Guzmán e Inés Álvarez. Su hermano Luis Antonio fue concejal de la comuna de San Nicolás entre 2012-2016 y 2016-2020.
Realizó sus estudios en el Colegio Seminario de Chillán y el Colegio San Ignacio. Posteriormente, en Santiago estudió en la Escuela Militar del Libertador Bernardo O'Higgins y en la Escuela de Agronomía de la oUniversidad de Chile, de la cual egresó en 1967.
Se dedicó a las actividades agrícolas en el fundo Santa Cecilia de Cocharcas, de la provincia de Ñuble, dedicándose a la lechería y la crianza de caballos de fina sangre para carreras; haras Santa Cecilia.

## Trayectoria pública y política
Durante su etapa universitaria, fue elegido presidente provincial de la Juventud Nacional, de San Carlos de Itata; luego ocupó el mismo cargo en el Partido Nacional.
En 1974 se reintegró al ejército con el grado de teniente, siendo designado coordinador del Agro en Ñuble. Y el mismo año fue designado alcalde de la Municipalidad de Chillán, cargo que desempeñó hasta 1980. Fue creador e impulsor de la Casa de la Cultura de Chillán; se preocupó en ornato y construcción de la ciudad. Se terminÓ de construir cuatro avenidas principales y se reconstruyó la entrada norte.
Colaboró con el fortalecimiento de las juntas de vecinos, para realizar labores conjuntas, principalmente en ayuda de los agricultores.
De enero a diciembre de 1982 fue designado alcalde de La Granja.
Fue administrador general del Club Hípico, miembro del Club Militar, Club de La Unión de Santiago; Clubs Hípicos de Santiago y Concepción; Valparaíso Sporting Club, Hipódromo Chile, Sociedad Nacional de Agricultura, SNA, y Sociedad Criadores de Caballos Fina Sangre Carrera.
Miembro de la Cooperativa Lechera y Cooperativa Agrícola Remolachera de Ñuble.
Socio del Club Deportivo Ñublense, el que ha presidido.
En 1989 fue elegido diputado, en representación del Partido Unión Demócrata Independiente, UDI, por el Distrito N.°41, comunas de "Chillán, Coihueco, Pinto, San Ignacio, El Carmen, Pemuco y Yungay", VIII Región, período 1990 a 1994; integró la Comisión Permanente de Relaciones Exteriores, Integración Latinoamericana y Asuntos Interparlamentarios.

## Historial electoral

### Elecciones parlamentarias de 1989
- Elecciones parlamentarias de 1989 a Diputado por el Distrito 41 (Chillán, Chillán Viejo, Coihueco, El Carmen, Pemuco, Pinto, San Ignacio y Yungay)[2]